# Langa (Hiszpania)
Langa – gmina w Hiszpanii, w prowincji Ávila, w Kastylii i León, o powierzchni 24,45 km². W 2011 roku gmina liczyła 520 mieszkańców.